# 不動産鑑定評価基準
不動産鑑定評価基準（ふどうさんかんていひょうかきじゅん）とは、不動産鑑定士が不動産の鑑定評価を行う際に拠り所とする統一的基準をいう。不動産の鑑定評価に関する法律に基づいて1964年に制定された。

## 概要（平成26年改正版）
- 総論
  - 第1章  不動産の鑑定評価に関する基本的考察
  - 第2章  不動産の種別及び類型
  - 第3章  不動産の価格を形成する要因
  - 第4章  不動産の価格に関する諸原則
  - 第5章  鑑定評価の基本的事項
  - 第6章  地域分析及び個別分析
  - 第7章  鑑定評価の方式
  - 第8章  鑑定評価の手順
  - 第9章  鑑定評価報告書
- 各論
  - 第1章  価格に関する鑑定評価
  - 第2章  賃料に関する鑑定評価
  - 第3章  証券化対象不動産の価格に関する鑑定評価

## 鑑定評価の手順（総論第８章）
鑑定評価を行うに当たっては、合理的かつ現実的な認識と判断に基づいた一定の秩序的な以下の手順を必要とする。
1. 鑑定評価の基本的事項の確定
2. 依頼者、提出先等及び利害関係等の確認
3. 処理計画の策定
4. 対象不動産の確認
5. 資料の収集及び整理
6. 資料の検討及び価格形成要因の分析
7. 鑑定評価の手法の適用
8. 試算価格又は試算賃料の調整
9. 鑑定評価額の決定
10. 鑑定評価報告書の作成

## 鑑定評価の基本的事項（総論第５章）
不動産の鑑定評価にあたっては、基本的事項として、対象不動産、価格時点及び価格又は賃料の種類を確定しなければならない。
１．対象不動産の確定
　Ⅰ　対象確定条件
　Ⅱ　地域要因又は個別的要因についての想定上の条件
　Ⅲ　調査範囲等条件
２．価格時点の確定
３．価格又は賃料の種類の確定
　不動産の鑑定評価によって求める価格は、基本的には正常価格であるが、鑑定評価の依頼目的に対応した条件により限定価格、特定価格又は特殊価格を求める場合がある。
正常価格
　市場性を有する不動産について、現実の社会経済情勢の下で合理的と考えられる条件を満たす市場で形成されるであろう市場価値を表示する適正な価格をいう。
　現実の社会経済情勢の下で合理的と考えられる条件を満たす市場とは、以下の条件を満たす市場をいう。
　　（１）市場参加者が自由意思に基づいて市場に参加し、参入、退出が自由であること。
　　　　なお、ここでいう市場参加者は、自己の利益を最大化するため次のような要件を満たすとともに、慎重かつ賢明に予測し、行動するものとする。
　　　　　①　売り急ぎ、買い進み等をもたらす特別な動機のないこと。
　　　　　②　対象不動産及び対象不動産が属する市場について取引を成立させるために必要となる通常の知識や情報を得ていること。
　　　　　③　取引を成立させるために通常必要と認められる労力、費用を費やしていること。
　　　　　④　対象不動産の最有効使用を前提とした価値判断を行うこと。
　　　　　⑤　買主が通常の資金調達能力を有していること。
　　（２）取引形態が、市場参加者が制約されたり、売り急ぎ、買い進み等を誘引したりするような特別なものではないこと。
　　（３）対象不動産が相当の期間市場に公開されていること。
限定価格
　市場性を有する不動産について、不動産と取得する他の不動産との併合又は不動産の一部を取得する際の分割等に基づき正常価格と同一の市場概念の下で形成されるであろう市場価値と乖離することにより、市場が相対的に限定される場合における取得部分の当該市場限定に基づく市場価値を適正に表示する価格をいう。
　限定価格を求める場合を例示すれば、次の売買に関連する場合が挙げられる。
　　（１）借地権者が底地の併合を目的とする売買
　　（２）隣接不動産の併合を目的とする売買
　　（３）経済合理性に反する不動産の分割を前提とする売買
特定価格
　市場性を有する不動産について、法令等による社会的要請を背景とする鑑定評価目的のもとで、正常価格の前提となる諸条件を満たさないことにより正常価格と同一の市場概念の下において形成されるであろう市場価値と乖離することとなる場合における不動産の経済価値を適正に表示する価格をいう。
　特定価格を求める場合を例示すれば、次の価格を求める場合が挙げられる。
　　（１）各論第３章第１節に規定する証券化対象不動産に係る鑑定評価目的の下で、投資家に示すための投資採算価値を表す価格
　　（２）民事再生法に基づく鑑定評価目的の下で、早期売却を前提とした価格
　　（３）会社更生法又は民事再生法に基づく鑑定評価目的の下で、事業の継続を前提とした価格
特殊価格
　文化財等の一般的に市場性を有しない不動産について、その利用現況等を前提とした不動産の経済価値を適正に表示する価格をいう。
　不動産の鑑定評価によって求める賃料は、一般的には正常賃料又は継続賃料であるが、鑑定評価の依頼目的に対応した条件により限定賃料を求めることができる場合がある。
正常賃料
　正常価格と同一の市場概念の下において新たな賃貸借等（賃借権若しくは地上権又は地役権に基づき、不動産を使用し、又は収益すること）の契約において成立するであろう経済価値を表示する適正な賃料（新規賃料）をいう。
限定賃料
　限定価格と同一の市場概念の下において新たな賃貸借等の契約において成立するであろう経済価値を適正に表示する賃料（新規賃料）をいう。
　限定賃料を求めることができる場合を例示すれば、次の賃貸借等に関連する場合が挙げられる。
　　（１）隣接不動産の併合使用を前提とする賃貸借等
　　（２）経済合理性に反する不動産の分割使用を前提とする賃貸借等
継続賃料
　不動産の賃貸借等の継続に係る特定の当事者間において成立するであろう経済価値を適正に表示する賃料をいう。

## 価格形成要因（総論第３章）
不動産の価格を形成する要因（価格形成要因）とは、不動産の効用及び相対的稀少性並びに不動産に対する有効需要の三者に影響を与える要因をいい、一般的要因、地域要因、個別的要因に分けられる。
一般的要因
　一般経済社会における不動産のあり方及びその価格の水準に影響を与える要因をいい、自然的要因、社会的要因、経済的要因及び行政的要因に大別される。
地域要因
　一般的要因の相関結合によって規模、構成の内容、機能等にわたる各地域の特性を形成し、その地域に属する不動産の価格の形成に全般的な影響を与える要因をいう。
個別的要因
　不動産に個別性を生じさせ、その価格を個別的に形成する要因をいい、土地、建物、建物及びその敷地の区分に応じて分けられる。

## 鑑定評価の方式（総論第７章）
鑑定評価の手法の適用にあたっては、鑑定評価の手法を当該案件に即して適切に適用すべきである（総論第８章）。

### 価格を求める鑑定評価の手法
原価法
　価格時点における対象不動産の再調達原価を求め、この再調達原価について減価修正を行って対象不動産の試算価格（積算価格）を求める手法。
取引事例比較法
　まず多数の取引事例を収集して適切な事例の選択を行い、これらに係る取引価格に必要に応じて事情補正及び時点修正を行い、かつ、地域要因の比較及び個別的要因の比較を行って求められた価格を比較考量し、これによって対象不動産の試算価格（比準価格）を求める手法。
収益還元法
　対象不動産が将来生み出すであろうと期待される純収益の現在価値の総和を求めることにより対象不動産の試算価格（収益価格）を求める手法。
　収益価格を求める方法には、一期間の純収益を還元利回りによって還元する直接還元法と、連続する複数の期間に発生する純利益及び復帰価格を、その発生時期に応じて現在価値に割り引き、それぞれを合計するDCF法とがある。

### 新規賃料を求める鑑定評価の手法
積算法
　対象不動産について、価格時点における基礎価格を求め、これに期待利回りを乗じて得た額に必要諸経費等を加算して対象不動産の試算賃料（積算賃料）を求める手法。
賃貸事例比較法
　まず多数の新規の賃貸借等の事例を収集して適切な事例の選択を行い、これらに係る実際実質賃料（実際に支払われている不動産に係るすべての経済的対価）に必要に応じて事情補正及び時点修正を行い、かつ、地域要因の比較及び個別的要因の比較を行って求められた賃料を比較考量し、これによって対象不動産の試算賃料（比準賃料）を求める手法。
収益分析法
　一般の企業経営に基づく総収益を分析して、対象不動産が一定期間に生み出すであろうと期待される純収益（減価償却後のものとし、これを収益純賃料をいう。）を求めこれに必要諸経費等を加算して対象不動産の試算賃料（収益賃料）を求める手法。

### 継続賃料を求める鑑定評価の手法
差額配分法
　対象不動産の経済価値に即応した適正な実質賃料又は支払賃料と実際実質賃料又は実際支払賃料との間に発生している差額について、契約の内容、契約締結の経緯等を総合的に勘案して、当該差額のうち賃貸人等に帰属する部分を適切に判定して得た額を実際実質賃料又は実際支払賃料に加減して試算賃料を求める手法。
利回り法
　基礎価格に継続賃料利回りを乗じて得た額に必要諸経費等を加算して対象不動産の試算賃料を求める手法。
スライド法
　直近合意時点における純賃料に変動率を乗じて得た額に価格時点における必要諸経費等を加算して試算賃料を求める手法。
　なお、直近合意時点における実際実質賃料又は実際支払賃料に即応する適正な変動率が求められる場合には、当該変動率を乗じて得た額を試算賃料として直接求めることができるものとする。
賃貸事例比較法
　新規賃料に係る賃貸事例比較法に準じて試算賃料を求める手法。
　試算賃料を求めるに当たっては、継続賃料固有の価格形成要因の比較を適切に行うことに留意しなければならない。

## 不動産鑑定評価基準等の改正について
平成14年全部改正
不動産の証券化等土地・建物一体の複合不動産の収益性を重視する取引が増大する中で、これに的確に対応する鑑定評価手法を確立する必要があり、1990年（平成2年）以来の大きな改正。
平成19年一部改正
証券化対象不動産の鑑定評価に関する基準の明確化等を受け、各論第3章を新たに設けるなどの措置が施された。
平成21年一部改正
CRE戦略に関連するものなど、不動産鑑定評価基準によらない価格等調査のニーズ増加に対応した改正。
平成26年一部改正
不動産市場の国際化、ストック型社会の進展、証券化対象不動産の多様化などに対応した改正。